# Bradford on Tone
Bradford on Tone è un villaggio e parrocchia civile dell'Inghilterra, appartenente alla contea del Somerset.